# چساپیک (ویرجینیا)
چساپیک (به انگلیسی: Chesapeake) شهری در ایالت ویرجینیا کشور ایالات متحده آمریکا است که جمعیت آن در سرشماری سال ۲۰۱۰ میلادی، ۲۲۲٬۲۰۹ نفر بوده‌است.